# Kunowo (przystanek kolejowy)
Kunowo – nieczynny kolejowy przystanek osobowy na linii nr 366 w Kunowie, w województwie wielkopolskim, w Polsce.